# Breitenwang
Breitenwang è un comune austriaco di 1 465 abitanti nel distretto di Reutte, in Tirolo.

## Storia
Il 3 dicembre 1137 presso una capanna di Breitenwang, muore l'imperatore Lotario II. presso questo luogo l'imperatore consegna al genero Enrico X di Baviera (Enrico di Sassonia detto anche Enrico l'Orgoglioso) i simboli imperiali. Al seguito vi è anche il conte Wittekind von Waldeck che riporta il cadavere a corte per i funerali.

## Monumenti e luoghi d'interesse

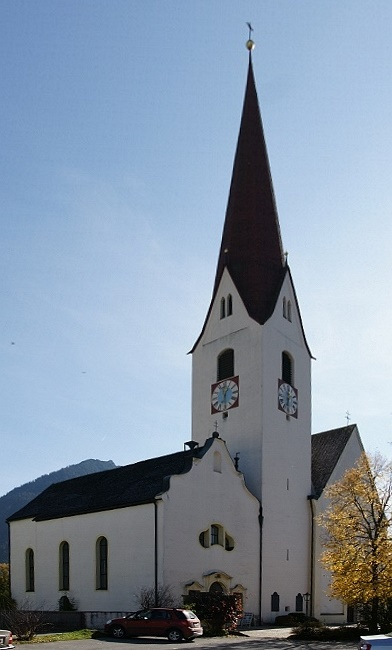
La chiesa dei Santi Pietro e Paolo

- La chiesa dei Santi Pietro e Paolo (Dekanatspfarrkirche heilige Petrus und Paulus), barocca, nella cappella funeraria ospita una danza macabra opera dello stuccatore Thomas Seitz, dipinti di Paul Zeiller e opere dello scultore Anton Sturm.

## Sport
Stazione sciistica specializzata nello sci nordico, è attrezzata con il Trampolino Raimund Ertl; ha ospitato varie tappe della Coppa del Mondo di combinata nordica.